# Riu Gallegos
El riu Gallegos (en castellà río Gallegos) és una via fluvial de la província argentina de Santa Cruz, a l'estuari del qual se situa la ciutat de Río Gallegos, capital provincial. Té una longitud d'uns 300 km.
El riu neix a la confluència dels rius Rubens i Penitentes i rep com a afluents els rius Turbio, Cóndor i Zurdo. Durant els primers trams creua un profund congost, en què destaca la presència de guèisers. Corre cap a l'est i, després de 180 km, arriba a les costes de la mar Argentina.
Durant l'estació seca el riu disminueix dràsticament de cabal.

## Toponímia
El riu va ser batejat així en memòria de Blasco Gallegos, un dels pilots de l'expedició de Magalhães de 1520. És una destinació turística popular per a la pesca de salmònids amb mosca.